# Хассельхорст, Генрих

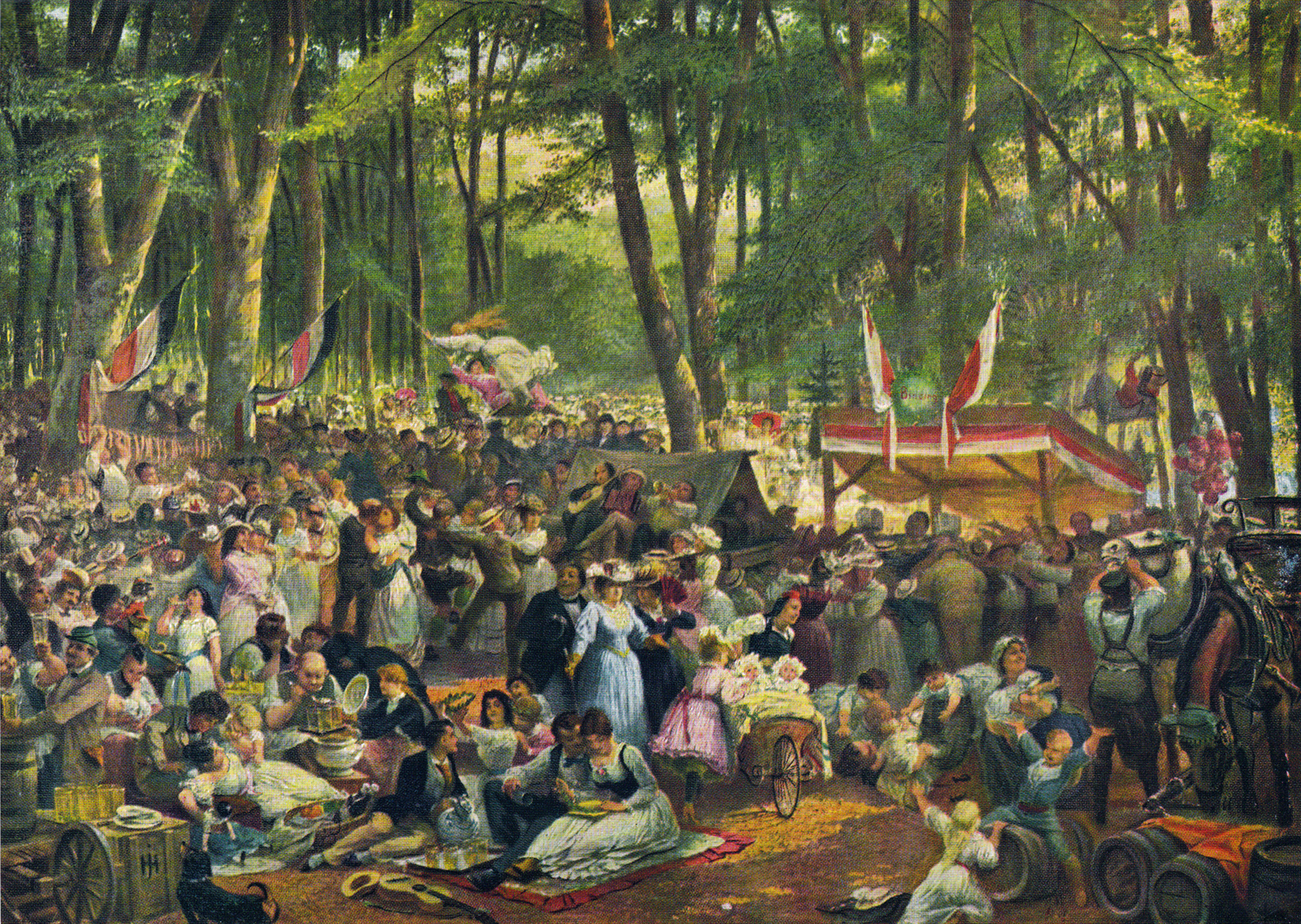
И. Г. Хассельхорст. Вельдхестаг. 1871

Иоганн Генрих Хассельхорст (нем. Heinrich Hasselhorst; 4 апреля 1825, Франкфурт-на-Майне — 7 августа 1904, Франкфурт-на-Майне, Пруссия) — немецкий художник-портретист и мастер жанровой и исторической живописи.

## Биография
Иоганн Генрих Хассельхорст был учеником таких мастеров живописи, как Мориц фон Швинд и Якоб Беккер. Изучал рисование во франкфуртском художественном институте. В 1852 году Хассельхорст посетил с учебными целями Париж, а в 1855 году — Рим. В 1861 году он участвовал как художник в организованной Георгом Барной и Карлом Фохтом полярной экспедиции. Созданные тогда Хассельхорстом полотна с изображениями ландшафтов островов Ян Майен и Исландии хранятся в Историческом музее Франкфурта-на-Майне. Художник иллюстрировал также опубликованный в 1863 году отчёт об этой полярной экспедиции.
С 1860 года Хассельхорст преподавал рисунок во франкфуртском художественном институте. Как педагог оказал влияние на целое поколение франкфуртских художников. К его ученикам принадлежал известный австрийский путешественник и исследователь Юлиус Пайер. Сам Хассельхорст создавал преимущественно жанровые полотна, сценки из народного быта, исторические полотна. Был известен как талантливый портретист.